# Гольчовиці (Малопольське воєводство)
Гольчовиці (пол. Golczowice) — село в Польщі, у гміні Ключе Олькуського повіту Малопольського воєводства.
Населення — 299 осіб (2011).
У 1975-1998 роках село належало до Катовицького воєводства.

## Демографія
Демографічна структура станом на 31 березня 2011 року:
|          | Загалом | Допрацездатний вік | Працездатний вік | Постпрацездатний вік |
| -------- | ------- | ------------------ | ---------------- | -------------------- |
| Чоловіки | 154     | 29                 | 103              | 22                   |
| Жінки    | 145     | 20                 | 85               | 40                   |
| Разом    | 299     | 49                 | 188              | 62                   |